# Cofidis (wielerploeg)/1999
Deze pagina geeft een overzicht van de wielerploeg Cofidis in 1999.
| Naam                                        | Geboortedatum | Nationaliteit       | Ploeg 1998                 |
| ------------------------------------------- | ------------- | ------------------- | -------------------------- |
| Mickaël Bourgain                            | 28-05-1980    | Frankrijk           | beloften                   |
| Steve De Wolf                               | 31-08-1975    | België              | Lotto                      |
| Jérôme Delbove                              | 11-11-1974    | Frankrijk           |                            |
| Laurent Desbiens                            | 16-09-1969    | Frankrijk           |                            |
| Peter Farazijn                              | 27-01-1969    | België              | Lotto                      |
| Laurent Gané                                | 07-03-1973    | Frankrijk           |                            |
| Philippe Gaumont                            | 22-02-1973    | Frankrijk           |                            |
| Christophe Guillaume (Stagiair vanaf 01-09) | 25-03-1974    | Frankrijk           | -                          |
| Grzegorz Gwiazdowski                        | 03-11-1974    | Polen               |                            |
| Nicolas Jalabert                            | 13-04-1973    | Frankrijk           |                            |
| Bobby Julich                                | 18-11-1971    | Verenigde Staten    |                            |
| Stéphane Kraff (Stagiair vanaf 01-09)       | 16-10-1979    | Frankrijk           | -                          |
| Claude Lamour                               | 18-10-1969    | Frankrijk           | Mutuelle de Seine-et-Marne |
| Massimiliano Lelli                          | 02-12-1967    | Italië              |                            |
| Vincent Le Quellec                          | 08-02-1975    | Frankrijk           |                            |
| Thierry Loder                               | 15-12-1975    | Frankrijk           | beloften                   |
| Nico Mattan                                 | 17-07-1971    | België              | Mapei                      |
| Roland Meier                                | 22-11-1967    | Zwitserland         |                            |
| David Millar                                | 04-01-1977    | Verenigd Koninkrijk |                            |
| David Moncoutié                             | 30-04-1975    | Frankrijk           |                            |
| Francis Moreau                              | 21-07-1965    | Frankrijk           |                            |
| Samuel Plouhinec                            | 05-03-1976    | Frankrijk           |                            |
| Arnaud Prétot                               | 16-08-1971    | Frankrijk           | GAN                        |
| Mickaël Quemener                            | 26-08-1980    | Frankrijk           | beloften                   |
| Freddy Ravaleu (Stagiair vanaf 01-09)       | 08-04-1977    | Frankrijk           | -                          |
| Christophe Rinero                           | 29-12-1973    | Frankrijk           |                            |
| Anthony Rokia                               | 03-12-1972    | Frankrijk           | Polti                      |
| Janek Tombak                                | 22-07-1976    | Estland             | beloften                   |
| Arnaud Tournant                             | 05-04-1978    | Frankrijk           |                            |
| Frank Vandenbroucke                         | 06-11-1974    | België              | Mapei                      |

## Overwinningen
GP d'Ouverture La Marseillaise
Frank Vandenbroucke
Ruta del Sol
4e etappe: Frank Vandenbroucke
Omloop Het Volk
Frank Vandenbroucke
Paris-Nice
7e etappe: Frank Vandenbroucke
Driedaagse van De Panne
3e etappe: Frank Vandenbroucke
Luik-Bastenaken-Luik
Frank Vandenbroucke
Dauphiné Libéré
4e etappe: Laurent Desbiens
6e etappe: David Moncoutié
Manx Trophy
David Millar
Tour de l'Ain
Grzegorz Gwiazdowski
Tour de Limousin
4e etappe: Laurent Desbiens
Züri Metzgete
Grzegorz Gwiazdowski
Boucles de l'Aulne
Claude Lamour  
Ronde van Spanje
16e etappe: Frank Vandenbroucke
19e etappe: Frank Vandenbroucke
Mannen: 1997 · 1998 · 1999 · 2000 · 2001 · 2002 · 2003 · 2004 · 2005 · 2006 · 2007 · 2008 · 2009 · 2010 · 2011 · 2012 · 2013 · 2014 · 2015 · 2016 · 2017 · 2018 · 2019 · 2020 · 2021 · 2022 · 2023 · 2024 · 2025
Vrouwen:2022 · 2023 · 2024 · 2025